# Марсіанський моноліт

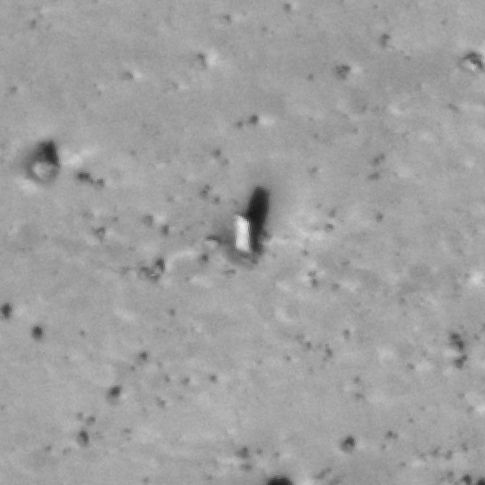
Знято HiRISE PSP_009342_1725
(-7.2S, 267.4 E)

(7°13′52″ пд. ш. 267°21′00″ сх. д. / 7.231° пд. ш. 267.350° сх. д.)
Марсіанський моноліт — прямокутний валун, що виявили на поверхні Марса.  Розташований в нижній частині скелі, на яку він, ймовірно, впав у минулому.  Mars Reconnaissance Orbiter сфотографував його з орбіти, приблизно з відстані 180 миль (300 км).

## Інтернет-ресурси
- Boulders and Layers in Canyon - NASA [Архівовано 6 вересня 2021 у Wayback Machine.]
- HRSC - ESA [Архівовано 21 квітня 2014 у Wayback Machine.] (overview of HiRISE image region by Mars Express)